# Christian Bertoncelli
Christian Bertoncelli (Buenos Aires, Argentina, 27 de enero de 1973) es un cantante y compositor de heavy metal argentino. Formó parte de las agrupaciones más importantes del género del rock pesado, entre ellas Horcas, Imperio y Renacer; en la cual, integra esta última. También realiza una carrera como solista.

## Carrera
A comienzos de los años 1990 y después de integrar bandas de corta trayectoria, en 1994 Bertoncelli se incorpora como vocalista en la banda Horcas, liderada por el guitarrista Osvaldo Civile, tras el alejamiento de Hugo Benítez, anterior cantante. Con Horcas, participa en el Metal Rock Festival, que comenzó en el Estadio Obras Sanitarias y continuó en una gira recorriendo gran parte de la Argentina. Bertoncelli no grabó ningún material con Horcas y continuó con ellos hasta mediados de 1996 y es reemplazado por Walter Meza en la voz un año más tarde.
En agosto de 1996, Bertoncelli forma su próxima banda, llamada Imperio, con Gustavo Gorosito y Wan Lee en guitarras,  Willy Varela González entra como baterista y su hermano Juan Manuel Varela González, ocupa el lugar de bajista. Esta sería la primera formación de dicha banda. El vocalista ideó este proyecto como un grupo de power metal. Con ellos, edita hasta 2010, un total de cuatro trabajos de estudio.
A mediados de 1998, participa en la banda Azeroth como vocalista, editando un demo y un año más tarde su primer trabajo de estudio, titulado simplemente Azeroth, también con la participación de Adrián Barilari, de Rata Blanca. Con ellos, editaría La promesa (2008) y Historias y leyendas (2010).
En 2001, participa como cantante en la banda Jeriko, con quienes realiza giras por toda la Argentina y presentaciones en Montevideo, República Oriental del Uruguay.
Bertoncelli forma en 2001, la agrupación Renacer, un nuevo proyecto de power metal y heavy metal, con la que prefirió la nula utilización de teclados y más protagonismo en la guitarra, dándole un sonido más "poderoso". Bertoncelli y el guitarrista Gustavo Gorosito, fueron los exintegrantes de Imperio, que formaron originalmente Renacer. Pero Gorosito dejó el proyecto en poco tiempo de ser creado y Juan Pablo Kilberg tomó su lugar. Jorge Perini, quien también anteriormente había estado en Imperio y en Jerikó; se hizo cargo de la batería. Después de dos EPs, la banda debuta discograficamente en 2001, con su disco homónimo. Con varios cambios en la formación y giras, Bertoncelli, edita con Renacer seis álbumes de estudio, un EP, un disco tributo y un material en vivo.
En 2010, participa en el disco Existente, de la banda Beto Vázquez Infinity. En 2011, edita su primer trabajo discográfico, titulado Leyendas de amor y sangre. En 2013, participa en el álbum doble Celtic Land, de la banda de folk metal española, Mägo de Oz.
En el año 2015, saca su primer compilado de mejores canciones llamado Alas de fuego.

## Discografía
con Azeroth
- 2000: Azeroth
- 2010: La promesa
- 2010: Historias y leyendas

con Imperio
- 1999: Abismos en el cielo
- 2000: Paz en la tormenta
- 2002: Canciones inmortales
- 2008: Regreso Vivo (en vivo)
- 2010: Latidoamérica

con Renacer
- 2001:	Hoy como ayer (EP)
- 2002:	Renacer
- 2003:	Surcando caminos (EP)
- 2004:	Senderos del alma
- 2007:	En versiones Vol. 1
- 2007:	VI (EP)	Vocals
- 2009:	Hijo del viento
- 2011:	Bienvenidos al show (en vivo)
- 2013:	Espíritu inmortal
- 2015:  Alas de fuego
- 2017:  Del silencio a la tempestad
- 2022:  Siembra y cosecha

Bertoncelli (solista)
- 2011:  Leyendas de amor y sangre